# Ottobuono de' Terzi
Ottobuono de' Terzi, o Otho Buonterzo, ovvero Ottobono (Parma, 1360 circa – Rubiera, 27 maggio 1409), è stato un condottiero italiano.
Fu marchese di San Donnino, conte di Castelnuovo Fogliani, Reggio Emilia e Tizzano Val Parma, e signore di Bazzano, Boretto, Brescello, Campegine, Cavriago, Colorno, Enzola, Fidenza, Fiorenzuola d'Arda, Gaida, Gombio, Gualtieri, Lentigione, Meletole, Montecchio Emilia, Olmo, Parma, Piacenza e Taneto.

## Biografia
Nato verso il 1360, il condottiero Ottobuono de' Terzi, o Otho Buonterzo, ovvero "il terzo Oto / e di Reggio e di Parma aspro tiranno", come lo ricorda Ludovico Ariosto, apparteneva al casato dei Terzi di Parma. Primogenito di Niccolò Terzi il Vecchio e di madonna Margherita, era fratello di Jacopo o Giacomo Terzi e di Giovanni.
Condottiero valoroso quanto crudele, segnato da una fama sinistra, maturò le sue prime esperienze militari accanto al padre, Niccolò Terzi il Vecchio, e sotto il comando di John Hawkwood o Giovanni Acuto, finché questi era al soldo dei Visconti, e cioè fino al 1377. Ne scrive Giovanni Roscio: «S'introdusse nella militia e sotto la disciplina di Giovanni Aucuto: e con sì buon maestro divenne in breve egli ancora celebre Capitano». Nel 1378 Ottobono si trovò a combattere sotto gli stendardi di Alberico da Barbiano, allora al servizio di Barnabò Visconti dopo aver fondato quella che diverrà celebre come Compagnia di San Giorgio, scuola e vivaio eccellente di capitani d'armi. Qui accanto a «Ottobon Terzo di Parma», che Alberico annovererà più tardi, dopo il 1392 tra i suoi principali luogotenenti, militeranno Francesco Bussone detto il Carmagnola, il Gattamelata, Braccio da Montone, Ceccolo Broglia, Bartolomeo Colleoni, Facino Cane, Jacopo Dal Verme, Muzio Attendolo Sforza, Ugolotto Biancardo.
Conte di Tizzano Val Parma e di Castelnuovo (oggi Castelnuovo Fogliani), conte di Reggio (il 2 ottobre 1406), in tempi successivi fu infeudato marchese di Borgo San Donnino (luglio 1407), l'odierna Fidenza, e delle terre di Montecchio Emilia, Brescello, Colorno, Fiorenzuola d'Arda. Nel 1405 consolidò una sua signoria su Parma, Reggio e Piacenza che tenne fino alla primavera 1409 quando i suoi avversari, coalizzati in una Lega guidata dagli Estensi, riuscirono infine ad annientarlo.

### Il condottiero
Tra il 1393 e il 1397 combatté soprattutto nell'Italia centrale, dalla Marca Anconitana alla Toscana e all'Umbria. Nel 1394 era ad Offida e alla difesa di Fermo da Antonio Aceti. 
Due anni dopo, nel 1396, "già divenuto famoso" alla scuola del Conte Alberico da Barbiano, guerreggiava affiancandolo come «condottiero di lance» in Toscana con Paolo Orsini e Giovanni da Barbiano, sostenendo Giacomo Appiani, signore di Pisa e alleato dei Visconti, contro Bernardo della Serra, Lucca e Firenze.
Nel 1397, fallito un suo tentativo di avere San Miniato, invase e devastò la Lucchesia e il contado fiorentino: compì razzie, incendiò case e palazzi; uccise, fece prigionieri in previsione di riscatto. Fermato sul Serchio a San Quirico di Moriano, fu costretto a ritirarsi con Paolo Orsini e il Broglia. Ad agosto risalì nel Mantovano e partecipò, come il padre Niccolò Terzi il Vecchio, alla prima battaglia di Governolo. Con Frignano da Sessa si pose al comando della quinta schiera forte di mille cavalieri. Scaraventato al suolo da un colpo di lancia del Conte da Carrara, combatté a piedi con un'accetta, finché non fu rimesso a cavallo dal Sessa, da Francesco Visconti e da Filippo da Pisa.
Ai primi di gennaio 1398 morì a Bergamo il padre di Ottobono, Niccolò Terzi il Vecchio, all’età di settantuno anni. Il 26 maggio fu stipulata una tregua decennale fra il Gonzaga e Gian Galeazzo Visconti. Ottobono, che a Governolo si era distinto per i suoi talenti militari, si vide rinnovata dal duca di Milano la condotta. L'anno seguente tornò in Toscana: a febbraio si trovava con Facino Cane a Pisa a supporto della signoria di Gherardo d'Appiano, il fondatore della signoria di Piombino. Tre mesi dopo, a maggio, alleato a Fuzzolino Tedesco, Mostarda da Forlì e Astorre I Manfredi tornò nelle Marche al comando di 800 cavalieri e 1200 fanti inviati dai Bolognesi in appoggio a malatestiani e pontifici. A Cingoli contro la compagnia del Broglia e del Carrara fu sconfitto dopo nove ore di assalti.
A gennaio del 1400 entrò in Perugia accompagnato dal commissario visconteo Pietro Scrovegni, alla testa di 800 lance per sostenere il tentativo dei Raspanti e di Biordo Michelotti di trasferire la signoria della città al ducato di Milano. In quell'anno Ottobuono passò in Romagna, affiancando il Barbiano nell'assedio ad Astorre I Manfredi a Faenza. Più tardi si spostò a Lucca dove offrì sostegno a Paolo Guinigi, che aspirava a quella signoria.
Nel 1401, a primavera, scese in campo a favore di Carlo Malatesta, percorse e devastò il Bolognese ai danni di Giovanni Bentivoglio, ma si ritirò subito allorché s'affacciarono in soccorso di questi i Carraresi e i Fiorentini. Tornò a giugno e, assieme al Barbiano, riprese le razzie fino a San Lazzaro di Savena.
Conclusa una nuova spedizione in Umbria, in terra di Perugia, sempre nel 1401 Ottobuono de' Terzi diede eccellente prova delle proprie capacità militari guidando le forze che impedirono il passo alle truppe dell'imperatore Roberto del Palatinato. In seguito si spostò a Verona, acquartierato con le sue truppe a spese della città.
Nel maggio del 1402 Ottobuono si trovava a Cento, in Emilia, schierato alla battaglia di Casalecchio di Reno con gli altri condottieri viscontei alla testa di oltre dodicimila uomini. Il Terzi era al comando, assieme a Prencivalle della Mirandola e ad Anderlino Trotti, di uno schieramento formato da 2000 cavalieri. Nel corso dell'estate il Terzi, nuovamente alleato del Barbiano, accompagnato dai fratelli Jacopo e Giovanni, tornò a combattere per il Visconti in Toscana.
Con proprio diploma del 29 luglio 1402 il duca Gian Galeazzo Visconti, quale premio per le imprese e la lealtà dei Terzi, spectabiles dilecti nostri domini, investì il miles Ottobono, il doctor legis Giacomo e Giovanni, figli di Niccolò Terzi il Vecchio, dei feudi e castelli, già appartenenti a Giberto da Correggio, morto senza lasciare eredi, di Guardasone, Colorno, Cavriago, Montecchio Emilia, Brescello, Boretto e Gualtieri. Con un secondo atto, rogato il 18 novembre 1402, successivo alla scomparsa del Duca, le concessioni stabilite con il diploma di luglio furono confermate a tutti gli effetti dai Reggenti.
Il 3 settembre 1402 nel castello di Melegnano, dove si era rifugiato per sfuggire al contagio, era morto improvvisamente per peste Gian Galeazzo Visconti. Ottobuono si recò senza indugio a Milano per partecipare ai solenni funerali che si svolsero in Duomo, dove si trovò in prima fila tra i più illustri condottieri ducali. Altri Terzi raffigurarono in quella fastosa cerimonia l’importanza della casata: Giacomo, il giureconsulto, fratello minore d’Ottobuono, ebbe l’onore di reggere il baldacchino assieme ai rappresentanti delle più illustri famiglie lombarde, mentre accanto al feretro si ergeva un cugino, il prode capitano d’armi Antonio. La crisi istituzionale che investì il ducato milanese dopo la scomparsa di Gian Galeazzo Visconti consigliò Alberico da Barbiano e altri condottieri a cambiare padrone, portandosi agli stipendi di Firenze e dalla parte della lega antiviscontea. Ottobuono si mantenne fedele e leale, quantomeno nelle apparenze formali, a Milano e ai suoi nuovi reggenti meritandosi con ciò la nomina a capitano generale. Manovrando le sue milizie come braccio armato dei reggenti del Ducato visconteo, riuscì a restaurarne l’autorità nel Bergamasco e nel Bresciano. Nel contempo il condottiero fu spregiudicato nel cogliere opportunità e vantaggi che offriva quella contingenza politica. Occupò quindi Parma, dovendola però subito difendere con successo dagli attacchi di Pier Maria I de' Rossi e dei Da Correggio. Quale conseguenza fondamentale di questa vittoria, Ottobuono de' Terzi divenne, di fatto, il signore incontrastato di Parma. Bandì dalla città, impadronendosi dei loro feudi, sia i Rossi che i da Correggio. Debellate almeno provvisoriamente entrambe le casate, le mise al bando, si impadronì dei loro possedimenti e divenne di fatto, anche se non ancora di diritto, il signore della città, istituendo qui la base del suo potere e mantenendovelo fino alla morte.
Poche settimane dopo fu impegnato con successo nella difesa di Parma, assaltata da Pier Maria I de' Rossi e dai Da Correggio. Quale conseguenza primaria di questa vittoria, Ottobuono de' Terzi divenne, di fatto, il signore incontrastato di Parma. Bandì dalla città, impadronendosi dei loro feudi, sia i Rossi che i da Correggio.
In autunno Ottobuono si trasferì alla testa di 500 lance in Toscana contribuendo all'offensiva contro Firenze. A dicembre, con un seguito di oltre 1200 cavalieri e 300 fanti, cacciò da Perugia Giannello Tomacelli, fratello del papa Bonifacio IX.
Ne gennaio del 1403 il Terzi occupò Assisi dopo aver sconfitto Paolo Orsini, Mostarda da Forlì, il Carrara e Braccio da Montone.
A giugno Ottobuono alla testa di 500 lance e 300 fanti rientrava in Parma. Attaccava in seguito i partigiani dei Guelfi a Reggio e a Sassuolo razziando ovunque in quel territorio.
Nel mese di luglio 1403, la duchessa madre Caterina Visconti e il suo pupillo, nominarono Ottobuono de' Terzi (affiancato dal fratello Jacopo) commissario ducale per Parma, e Reggio. Più tardi a queste signorie si aggiungeranno quelle di Piacenza, Fiorenzuola d'Arda, Borgo Val di Taro, Pontremoli e Castell'Arquato, Borgo San Donnino (Fidenza).

### Signore di Parma
A settembre, alla testa di 300 cavalieri e 200 fanti, assalì i castelli di San Secondo e di Viarolo. Ancora in quei giorni, raggiunse un accordo con il suo rivale Pier Maria I de' Rossi. In ottobre, per effetto della nuova pace concordata, si ottenne il rientro in Parma della parte del Rossi, i cui membri furono liberati nei primi giorni di novembre. Il Terzi e il Rossi congiurano per togliere Parma al dominio dei Visconti, nei confronti dei quali Ottobuono lamentava un considerevole credito per le condotte arretrate. A riscatto di queste riuscì a farsi riconfermare dal duca di Milano nel 1404 il dominio su Parma e le investiture di Montecchio Emilia, Boretto, Brescello Gualtieri, Borgo San Donnino e Fiorenzuola d'Arda. Il Terzi ordinò infine a tutti gli abitanti del capoluogo di rientrarvi, imponendo loro di giurare fedeltà al duca di Milano.
Nel gennaio 1404 le sue forze unite a quelle di Pietro Rossi tolsero Montechiarugolo ai da Correggio. A febbraio Ottobuono assieme al Rossi si fece signore di Parma in rappresentanza della parte guelfa. Gli avversari ghibellini furono espulsi, le case degli avversari saccheggiate, spalancate le prigioni e gli archivi bruciati. A marzo le chiavi della città e delle rocche furono consegnate solennemente nel duomo di Parma a Ottobuono e al Rossi.
In aprile Ottobuono ottenne in Lombardia una condotta di 700 lance. Quando Manfredi Scotti entrò in Piacenza accampando il pretesto della difesa dei diritti di Giovanni Maria Visconti, ne venne subito espulso dal Terzi. Questi poi, inquieto per l'attivismo del Rossi, rientrò in Parma alla testa di 600 uomini tra cavalieri e fanti. Munito della sanzione di un nuovo accordo con i Visconti, annientò le milizie dell'ormai ex alleato, s'impadronì di ponti, porte e rocche. Infine fu confermato signore di Parma.
A maggio-giugno riconquistò Reggio passata agli Estensi. Tornato a Parma, Ottobuono ordinò l'espulsione di tutti i partigiani maschi dei Rossi e dei loro parenti. Quindi a Porporano espugna le torri dei Catellani, dei Guazzardi e dei Valeriani, assalta Alberi, Montechiarugolo e San Gemignano.
Firenze e il papa tentarono di intervenire in soccorso dei Rossi, inviando forze al comando di Paolo Orsini e di Angelo Tartaglia, ma Ottobuono reagì emettendo un nuovo bando che colpiva anche le donne di quella parte, costrette quindi a lasciare Parma. Per rappresaglia i Rossi tagliarono l'acqua alla città.

### Signore di Parma e Reggio
Il 24 di giugno 1404, il duca Giovanni Maria Visconti, in premio dei servigi resi, e soprattutto a fronte d’un credito che il suo capitano vantava per condotte arretrate, ammontante a ben 50.000 fiorini, concesse in proprietà a Ottobuono Terzi la città di Reggio con il suo castello. Pezzana precisa: «Poiché a' 25 di quest' esso mese il Duca gli concesse in premio de' suoi servigi la città e il castello di Reggio [...] perciocché Otto incominciò tosto ad assumere il titolo di Signore di Reggio. Pose Ottobuono nella città le insegne Viscontee, e fece riscuotere alcuni dazj in nome del Duca nel modo stesso che soleasi da' suoi ministri, e per rimovere ogni sospetto delle due squadre Sanvitale e Pallavicina a queste si collegò il dì 9 sotto colore di opporsi ai nemici del Duca».
Nel settembre a Parma Ottobuono tornò ad accanirsi contro i figli minori dei Rossi e dei guelfi incarcerando tutti quelli che avessero compiuto cinque anni e liberandoli solo con il rilascio di una fideiussione di 200 fiorini. Per porre fine alla persecuzione dei Rossi, stabilendo una tregua di sei mesi, intervenne allora il legato pontificio Bartolomeo Cossa, con i Veneziani e i Fiorentini.
L’8 settembre 1404 il duca di Milano stabilì che la città di Parma fosse data in pegno a Ottobono a risarcimento delle somme dovute al suo condottiero per stipendi arretrati che avevano raggiunto l’imponente importo di 78.000 fiorini. Giovanni Maria Visconti si riservò la facoltà di recuperare la città, entro un anno. Trascorso tale termine senza che tale l’impegno fosse onorato, Ottobuono sarebbe divenuto padrone assoluto di Parma.
A ottobre, con il via libera del Visconti, e sempre a motivo del saldo di debiti ducali verso il condottiero, Ottobuono attaccò Piacenza. Sempre per ragioni di soldo, ove rimediò tuttavia solo mezza paga, accetto una nuova condotta propostagli allora dalla Repubblica di Venezia sul fronte del conflitto contro i Carraresi. In novembre, con il Dal Verme, si impadronì della Chiusa di Ceraino a Nord di Verona, della rocca di Rivoli Veronese ed eresse un'imponente bastia tra Bussolengo, Pescantina e Castelrotto, occupando poi Nogarole Rocca, Isola della Scala e, assieme al Dal Verme, Piove di Sacco.
A gennaio 1405 travolse le difese di Verona presso la basilica di San Zeno, consentendo ai Veneziani di conquistare le torri di porta del Calzari. Giacomo da Carrara si batté con Francesco I Gonzaga e ferendolo con un colpo di lancia.
Agli inizi della primavera 1405 Ottobuono era a Milano. Al governo di Parma lasciava il fratello Jacopo.
Assieme a Francesco Visconti scese in campo contro i Guelfi. Allorché si portò all'assalto di Lodi, Pandolfo III Malatesta e Cabrino Fondulo accorsero in aiuto di Giovanni da Vignate, riuscendo ad impadronirsi di Piacenza grazie al supporto dei Guelfi locali. Informato, Ottobuono lasciò l'acquartieramento di Lodi e, forte di 1000 cavalieri e 1000 fanti, confluì con le forze di Francesco Visconti e Facino Cane riconquistando la città.
In luglio tornò all'assedio di Lodi, ma lo abbandonò presto causa i dissidi insorti con Francesco Visconti.
Scaduto il termine annuale stabilito con Giovanni Maria Visconti per la riconsegna di Parma a fronte del pagamento integrale delle condotte arretrate di Ottobono, e non tuttavia essendo la casse di Milano ancora in grado di onorare l’impegno, la città rimase proprietà del Terzi creditore. L’impegno ducale fu anzi integrato dalla nuova concessione di Borgo San Donnino con la garanzia della tutela ducale della nuova proprietà contro ogni molestia.
Il 10 agosto era morta a Parma la madre di Ottobono, Margarita. Fu sepolta alle tre di notte nella grande chiesa di San Francesco del Prato dei frati minori a Parma. Il giorno 28, sempre di quell’agosto 1405, si spegneva a Castelnuovo, rocca dei Terzi, anche Orsina, di ignota famiglia, prima moglie di Ottobono.
Il 29 settembre 1405 Ottobuono e il fratello Giovanni, ovvero i magnifici domini Otto et Iohannes fratres, de Tercis qd. Magn. Dom. Nicolai, conti di Tizzano e Castelnuovo, con bolla aurea, per la loro devozione alla Serenissima, furono iscritti nel "Libro d’Oro" e cooptati nel Maggior Consiglio della Repubblica di Venezia.
Il 31 ottobre si celebrarono con grande solennità e un'unica cerimonia le esequie della madre di Ottobono, Margarita, e di Orsina, la prima sposa del condottiero, entrambe decedute nell’agosto. Il rito funebre si svolse in San Francesco del Prato dove la casata dei Terzi aveva una sua cappella.  tra luci di ceri, sfavillio di croci, gran concorso di popolo chiamato dal suono delle campane. Erano presenti a onorare quelle esequie Carlo da Fogliano, e il conte Guido Boiardo di Rubiera.
Nei mesi di ottobre e novembre si riaccese il conflitto con i Pallavicini. Ottobuono costruì allora le bastie a Castione e a Carabiollo.
Il 25 novembre 1405, Ottobono legittimò pubblicamente il figlio naturale Niccolò, celebre in seguito come il Guerriero avuto da Cecilia de Lapergola, nubile. Ottobono non era tuttavia presente a quella solenne cerimonia, presieduta dal podestà, celebrata pubblicamente in civitate Parme, sub lobia palatii habitationis domini potestatis Parme, sita versus plateam magnam, in vicinea Sancti Georgii.
Una settimana dopo, il 2 dicembre 1405 Ottobono sposò a Parma, tra grandi festeggiamenti di popolo, Francesca da Fogliano, figlia di Carlo e di Isotta Visconti. “E furono 3 dì serrate le Botteghe e 8 dì si tenne corte bandita nel vescovato”.
Alla fine del 1405 e agli inizi 1406 Ottobuono non ebbe condotte. Firenze gli versò 25.000 fiorini, per tenerlo inattivo e impegnandolo a rifiutare la difesa di Pisa.
Nel gennaio 1406 il Terzi partecipò clandestinamente a una congiura contro i Duchi di Ferrara, aiutando Obizzo da Montegarulli. Nel contempo si accorderà con Cabrino Fondulo per togliere Cremona ai Cavalcabò. In agosto presta aiuto a Giacomo e Pietro dei Rossi per la riconquista di San Secondo, dal quale erano stati estromessi da un loro parente.
Il 2 ottobre 1406, Filippo Maria Visconti, duca di Milano, in contropartita della cancellazione del suo credito di 78000 fiorini, nominò Ottobuono conte di Reggio, investendolo inoltre di Boretto, Brescello, Castelnuovo, Cavriago, Montecchio Emilia, Gualtieri, Campegine, Cogruzzo, Sant'Ilario d'Enza e Fiorenzuola d'Arda “con tutte le rendite e i diritti ad essa connessi, colla giurisdizione del mero e misto impero, e con tutta in somma l’autorità di Sovrano, e ciò finattanto che il Duca sia in istato di soddisfare al debito con lui contratto”. Una settimana dopo Ottobuono scrisse ai reggitori di Reggio per darne notizia formale, ordinando fosse dipinto sul palazzo pubblico il suo stemma con inquartata la vipera viscontea. Per conto del Visconti stipulò quindi una tregua con Carlo I Malatesta.

### Il battesimo di Niccolò Carlo
Il 6 dicembre 1406 nacque a Ottobuono dal matrimonio con Francesca da Fogliano il figlio Niccolò Carlo, battezzato solennemente a Natale nel monumentale battistero di Parma alla presenza delle più eminenti personalità.
Nel gennaio del 1407 prestò aiuto al Dal Verme contro Facino Cane, mettendo in campo una forza di 7000 uomini tra soldati e fuoriusciti di varie località. Il mese successivo passò il Po a Torricella e raggiunse il Bergamasco ove espugnò Comun Nuovo, Spirano, Lurano, Brignano Gera d'Adda. Forte dell'appoggio del Colleoni, di Pandolfo Malatesta, dei Veneziani e del legato pontificio Cossa, passò l'Adda a Trezzo e raggiunse Vimercate. Conquistò Desio, Saronno, Magenta e Rosate; avanzò oltre il Ticinello e si batte a Morimondo con Facino Cane.
In primavera Ottobuono, alleato con il Dal Verme, occupò Pavia. Raggiunta Milano, assediò i Ghibellini asserragliati nel castello di Porta Giovia. Uccise allora due suoi acerrimi nemici, Giacomo e Francesco Grassi. Il Terzi esigé inoltre il massacro dei Ghibellini milanesi, ma trovò la ferma opposizione di Dal Verme che, esasperato, cercò di allontanarlo da Milano. Solo a giugno, i milanesi riuscirono a liberarsene, versandogli centomila fiorini.
Il 14 giugno pose l’assedio al Castello d’Orlando, sulla strada che da Parma porta a Borgo San Donnino, feudo dei Pallavicino, riuscendo a conquistarla in una settimana. Ottobuono fece poi restaurare il castello la cui cerchia delle mura era stata spianata dalle bombarde. Fatti dipingere i gigli sotto le merlature, cambiò il nome della rocca da Torre dei Marchesi in quello di Castelguelfo che ancora oggi lo distingue e che allora emblematicamente indicava la fazione politica preferita dal condottiero, pur conservando fedeltà Visconti. Il 22 giugno Ottobono notificava al podestà di Reggio d’avere nominato un custode per la torre Castello di Castelguelfo nunc nominata castrum guelfum.

### Marchese di San Donnino
Il 17 luglio, conquistò anche il Castello di Scipione, togliendolo anche questo ai Pallavicino. Questa rocca divenne oggetto di un accordo che coinvolse anche la cessione di Cortemaggiore e che permise ad Ottobuono di ottenere in cambio Borgo San Donnino dove finalmente egli poté entrare il giorno 28 dandone comunicazione al podestà di Reggio. In seguito a quell’acquisto, Ottobono aggiunse ai suoi titoli quello di marchese: comes Regii et marchio Burgi Sancti Donnini, ostentato nella corrispondenza privata e in quella ufficiale con Jacopo dal Verme, che in quei mesi custodiva le fortezze di Piacenza per conto del duca.
Ad agosto rinnovò gli accordi con il duca di Milano, per interesse del quale i suoi armati si diedero alla pirateria sul Po.. Sempre incalzato dall'esigenza di denari per le esigenze delle sue truppe, depredò le terre di Mirandola, di San Felice sul Panaro e la Bassa modenese fino a Spilamberto e Vignola.
Il 19 settembre 1407, per incarico del Visconti, che gli aveva promesso un considerevole compenso in oro, Ottobono si portò sotto Piacenza per sottrarla al Facino Cane. Qui egli entrava il giorno 20 per fare bottino e quindi riconsegnare la città al duca., senza potersi impadronire della fortezza.
Alla fine dell'anno, falliti tutti gli assalti alla fortezza di Piacenza, rientrato a Parma, bandì i più irruenti della parte dei Rossi che ancora sopravvivevano in città.
Nell'inverno del 1408 finirono per coagularsi criticamente nei diversi schieramenti delle signorie padane, sobillate dagli Estensi, tutti i sentimenti di avversione esasperata per ogni dove seminati e alimentati da Ottobuono con le sue più spietate imprese. Si formò via via un'alleanza ostile alla quale aderirono i signori di Ferrara, Mantova, Brescia, Cremona, fino all'esitante Giovanni Maria Visconti, Ducato di Milano, alla quale si aggiunsero i Rossi e i Pallavicini, gli antagonisti di sempre.

### L'agguato mortale dell'Estense a Rubiera
Nell'aprile 1409 aveva ricevuto offerte da Firenze per passare al soldo di quella Repubblica. In quel tempo ripeteva i suoi assalti nel Modenese, alle terre dei Rossi, a San Secondo, a Reggio.
A maggio Ottobuono con 1800 cavalieri e 2000 fanti usciva da Reggio, varcava il fiume Secchia entrando nel contado di Formigine per attaccare le forze di Niccolò III d'Este.
Il 27 di quel mese, era l’alba del lunedì della Pasqua 1409, Ottobuono Terzi aveva concordato d'incontrare il marchese di Ferrara per patteggiare un armistizio. I due s'incontrarono sulla strada tra Modena e Pontalto, presso un ponte che incrocia la Via Emilia nelle campagne di Rubiera. Niccolò d'Este, era accompagnato da Uguccione dei Contrari, infeudato della Rocca di Vignola, dai due cugini Muzio Attendolo Sforza e Michele Attendolo. Oltre alla scorta concordata, ed oltre i patti, teneva nascosti in agguato altri suoi armigeri nel folto d’un vicino bosco. Ottobuono Terzi arrivò all'appuntamento disarmato: era infatti vestito dimessamente, cavalcava un ronzino ed era scortato, rispettando gli accordi, da un centinaio di cavalieri. Aveva al fianco l’inseparabile consigliere, il suocero Carlo da Fogliano, Guido Torelli, il signore di Guastalla e Montechiarugolo e Francesco da Sassuolo, tutti armati di sola spada. Dei Terzi era presente il fratello Giacomo che recava in sella un bimbo: Niccolò Carlo, il figlio d’Ottobuono, portato a omaggiare quel Niccolò d’Este, che, nel penultimo Natale, era stato suo padrino di battesimo, nel Battistero di Parma. Non appena il signore di Parma e il signore di Ferrara, senza armi oltre la spada al fianco, accompagnati ciascuno da un solo uomo a cavallo, ebbero dato inizio all'usuale scambio di convenevoli, lo Sforza, che stava nascosto con i suoi militi a cavallo nella vicina boscaglia, caricò verso le spalle indifese di Ottobono, lo colpì a tradimento alla schiena, trapassandolo e disarcionandolo. Sopravvenne a quel punto come forsennato Michele Attendolo che spaccò la testa ad Ottobuono Terzi. Quel che poi seguì, con la devastazione del cadavere, resta nelle cronache e nelle leggende di quel tempo.
La scorta di Ottobono fu catturata dall'Estense e trasferita nelle prigioni di Ferrara. Tra i prigionieri si contarono, oltre al Torelli, i capitani Giovanni de' Pezzali, Pietro Cantelli di Parma, Rampini da Cittadella, Giovanni da Cremona.
Sfuggirono alla cattura Carlo da Fogliano e Giacomo Terzi, fratello di Ottobono, che, portando in sella l’ormai orfano Niccolò Carlo, raggiunsero cavalcando ventre a terra Parma. Il giorno seguente Niccolò Carlo, erede di Ottobuono Terzi, sarebbe stato proclamato nuovo signore di Parma e Reggio, un potere che conservò per venti giorni.

## Discendenza
Rimasto vedovo di Orsina, a fine agosto 1405, Ottobuono il 2 dicembre di quell'anno sposò, a Parma, Francesca da Fogliano, figlia di Carlo e di Isotta Visconti.
Ottobuono ebbe cinque figli e due figlie, nate queste ultime dal matrimonio con Francesca da Fogliano. Niccolò de' Terzi, il Guerriero, è il più celebre. Nato probabilmente nell'ultimo decennio del Trecento, Ottobuono lo ebbe da Cecilia de Lapergola, rimasta nubile, e fu solennemente legittimato il 25 novembre 1405, una settimana prima che Ottobuono convolasse a nuove nozze con Francesca da Fogliano. Un secondo figlio fu Jacopo. Un Giorgio compare nel febbraio 1408 come promesso sposo di Palma, figlia del condottiero Ugolotto Biancardo. Ignoto resta il nome d’un quarto figlio d’Ottobono, diverso dai precedenti, raccomandato per fargli ottenere l’abbazia di Chiaravalle della Colomba, oggetto di una missiva, inviata il 17 novembre 1406 dall’abate di Fontevivo,
Dal matrimonio con Francesca da Fogliano nacque, il 6 dicembre 1406, Niccolò Carlo, che dopo l’assassinio del padre, il 27 maggio 1409, fu signore di Parma e Reggio per venti giorni, e morì giovanissimo. Francesca diede ad Ottobono due figlie: Caterina (nel 1407) e Margherita (nel 1408).